# Manal Hassan
Pour les articles homonymes, voir Hassan.
Manal Hassan, née le 15 août 1988, est une rameuse égyptienne. 

## Carrière
Elle est médaillée de bronze en deux de couple poids légers aux Championnats d'Afrique d'aviron 2005.
Aux Jeux africains de 2007, Manal Hassan est médaillée de bronze en deux de couple.